# Lebach
Lebach és una ciutat i municipi del districte de Saarlouis a l'estat federat alemany de Saarland. Està situada aproximadament A 15 km al nord-est de Saarlouis i a 20 km al nord de Saarbrücken.

## Persones notables
- Nadine Schön (1983), política